# (37818) 1998 BC5
1998 بي سي 5 (ويعرف أيضًا باسم (37818) 1998 بي سي 5 وفق تسمية الكوكب الصغير) (بالإنجليزية: 1998 BC5)‏ هو كويكب ضمن حزام الكويكبات؛ وترتيبه 37818 من حيث الاكتشاف.
اكتُشف هذا الجُرم الفلكي بواسطة OCA–DLR Asteroid Survey ‏ في 18 يناير 1998.

## وصلات خارجية
- (37818) 1998 BC5 في قاعدة بيانات مختبر الدفع النفاث لأجرام النظام الشمسي الصغيرة

- الاكتشاف · مخطط المدار ·  العناصر المدارية · المعلمات المادية

- (37818) 1998 BC5 على موقع ويكي سكاي: DSS2, SDSS, GALEX, IRAS, Hydrogen α, X-Ray, Astrophoto, Sky Map, Articles and images